# Света Параскева (Алтимир)
„Света Параскева“ е православна църква във врачанското село Алтимир, част от Врачанската епархия на Българската православна църква.

## История
Църквата е каменен храм, построен през 1893 – 1895 година в центъра на селото. Строители са тревненските майстори Генчо Ганчев и Павел Кольов. През юли 1898 година за изписването на храма са условени дебърските майстори Велко Илиев и Мирон Илиев. Зографите се забавят и църквата е осветена чак на 21 октомври 1901 година.
- Стенописи